# Crossover (música)
Crossover é um termo aplicado a obras musicais ou artistas que atraem diferentes tipos de público. Isso pode ser visto, por exemplo, (especialmente nos Estados Unidos) quando uma música aparece em duas ou mais paradas de discos que acompanham diferentes estilos ou gêneros musicais. Se a segunda parada combinar gêneros, como uma lista "Hot 100", a obra não é um crossover.
Em alguns contextos, o termo "crossover" pode ter conotações negativas associadas à apropriação cultural, implicando na diluição das qualidades distintivas de uma música para atrair gostos de massa. Por exemplo, nos primeiros anos do rock and roll, muitas canções originalmente gravadas por músicos afro-americanos foram regravadas por artistas brancos como Pat Boone em um estilo mais atenuado, muitas vezes com letras alteradas, que careciam do hard edge das versões originais. Esses covers eram populares com um público muito mais amplo.
O crossover frequentemente resulta do aparecimento da música na trilha sonora de um filme. Por exemplo, a música Sacred Harp experimentou um surto de popularidade crossover como resultado de sua aparição no filme Cold Mountain de 2003, e a música bluegrass experimentou um renascimento devido à recepção de O Brother, Where Art Thou?.

## Crossover clássico

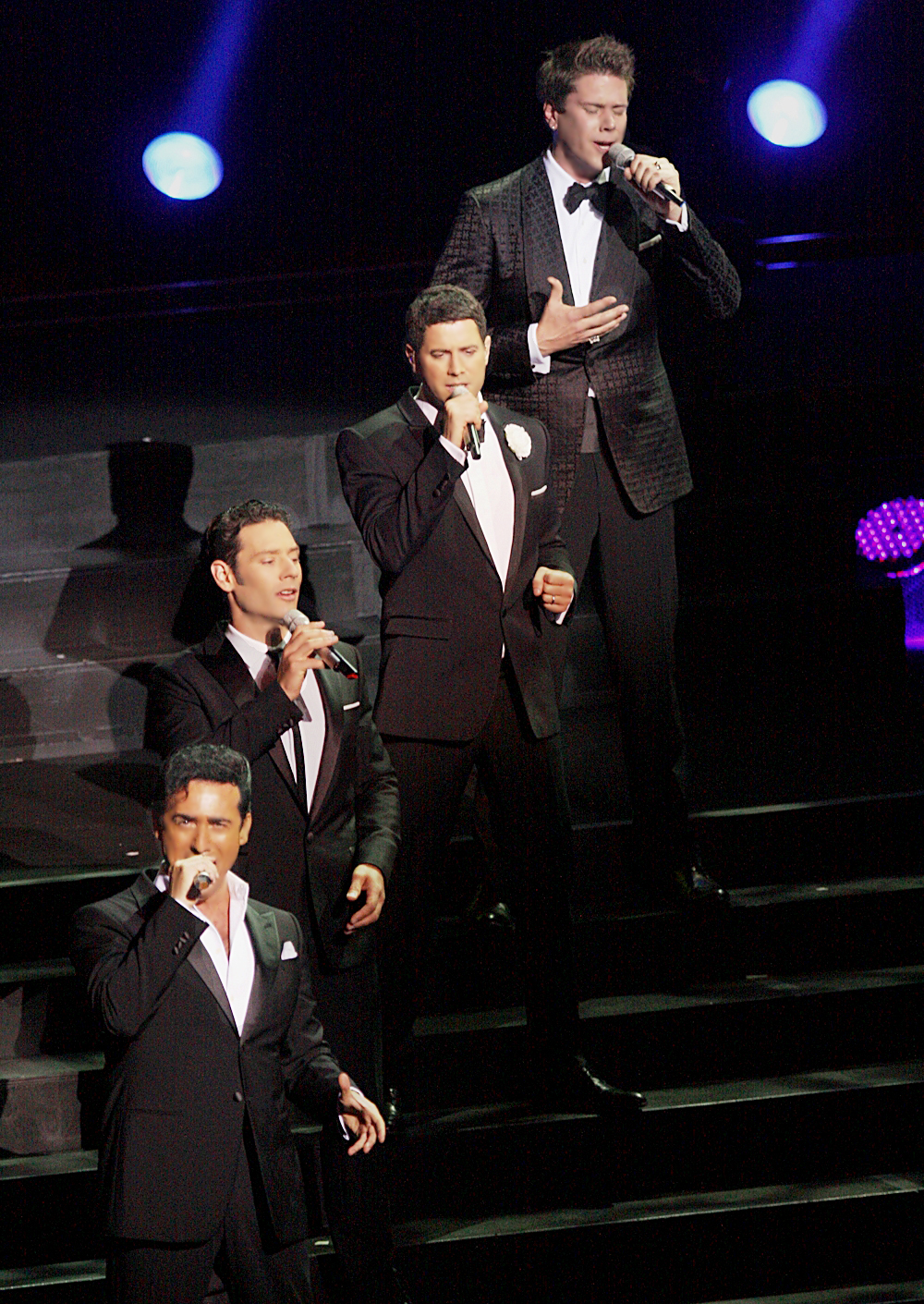
O grupo musical de quatro integrantes Il Divo, um notável grupo de crossover clássico, se apresenta em fevereiro de 2012 na Ópera de Sydney.

O Crossover clássico engloba amplamente a música clássica que se popularizou e uma ampla variedade de formas de música popular executadas de maneira clássica ou por artistas clássicos. Também pode se referir a colaborações entre artistas clássicos e populares, bem como música que combina elementos da música clássica (incluindo ópera e sinfônica) com música popular (incluindo pop, rock, meio da estrada e latina, entre outros tipos). Cantores e músicos pop, cantores de ópera, instrumentistas clássicos e, ocasionalmente, grupos de rock executam principalmente crossover clássico. Embora o fenômeno tenha sido muito comum no mundo da música, o nome "crossover clássico" foi cunhado por gravadoras na década de 1980. Ele ganhou popularidade desde os anos 1990 e adquiriu sua própria parada da Billboard.

### Clássicos populares
Obras particulares de música clássica tornaram-se populares entre indivíduos que ouvem principalmente música popular, às vezes aparecendo em paradas não clássicas. Algumas obras clássicas que alcançaram o status de cruzamento no século XX incluem o Cânone em ré de Johann Pachelbel, a Sinfonia nº 3 de Henryk Górecki e o segundo movimento do Concerto para piano nº 21 de Mozart, K. 467 (de sua aparência no filme de 1967 Elvira Madigan).
Tal popularidade foi auxiliada pelo uso de música clássica em campanhas publicitárias. Por exemplo, os anúncios de longa duração da British Airways familiarizaram um grande público com a música Aria do artista New Age. Yanni, peça ela própria baseada num dueto da ópera Lakmé de Léo Delibes.
Outro meio de gerar grande popularidade para os clássicos tem sido seu uso como hinos inspiradores em ambientes esportivos. A ária "Nessun Dorma" do Turandot de Puccini, especialmente a versão de Luciano Pavarotti, tornou-se indissoluvelmente ligada ao futebol.

### Artistas clássicos
Dentro da indústria fonográfica clássica, o termo "crossover" é aplicado particularmente às gravações de artistas clássicos de repertório popular, como músicas de shows da Broadway. Dois exemplos disso são as incursões de Lesley Garrett na comédia musical e também a gravação de José Carreras, West Side Story, bem como a gravação de Teresa Stratas, Showboat. A soprano Eileen Farrell é geralmente considerada uma das primeiras cantoras clássicas a ter uma gravação cruzada de sucesso com seu álbum de 1960, I've Got a Right to Sing the Blues.
Uma figura pioneira popular no crossover clássico foi o tenor e estrela de cinema Mario Lanza, embora o termo "crossover" ainda não existisse na época de sua maior popularidade na década de 1950. Assinado com a RCA Victor como artista em seu selo premium Red Seal, os álbuns de Lanza atraíram mais do que apenas o público de música clássica. Sua gravação de "Be My Love" de seu segundo filme, The Toast of New Orleans, alcançou o primeiro lugar na parada de singles pop da Billboard em fevereiro de 1951 e vendeu mais de dois milhões de cópias, um feito que nenhum artista clássico antes ou depois conseguiu. Lanza gravou dois outros singles que venderam um milhão e chegaram ao top dez da Billboard, "The Loveliest Night of the Year" e "Because You're Mine". Cinco dos álbuns de Lanza atingiram o número um na parada de álbuns pop da Billboard entre 1951 e 1955. The Great Caruso foi a primeira e até hoje a única gravação composta exclusivamente por árias de ópera a alcançar o primeiro lugar nas paradas de álbuns pop dos Estados Unidos. The Student Prince, lançado em 1954, foi o número um por 42 semanas.
Indiscutivelmente, outro pioneiro do crossover foi o compositor do século XX Kurt Weill. Um escritor de música séria de vanguarda, suas colaborações com o dramaturgo Bertolt Brecht em projetos como The Threepenny Opera, no entanto, deram uma indicação precoce de seu interesse em escrever em um estilo musical popular facilmente acessível. Essa tendência em seu trabalho se concretizou mais tarde na vida nos Estados Unidos, onde ele passou a escrever principalmente as partituras para musicais da Broadway, como Knickerbocker Holiday e One Touch of Venus. Alguns dos sucessos desses shows, como September Song e Speak Low, são mais lembrados do que os musicais de onde vieram.
O primeiro concerto dos Três Tenores em 1990 foi um marco em que Luciano Pavarotti, José Carreras e Plácido Domingo trouxeram uma combinação de ópera, canção folclórica napolitana, teatro musical e pop para uma vasta audiência televisiva. Isso lançou as bases para o florescimento moderno do crossover clássico.
A aspiração dos cantores clássicos de atrair um grande público pop é exemplificada pela carreira de Rhydian. Com formação clássica, Rhydian apareceu na versão britânica do show de talentos pop X Factor (4ª série, 2007, segundo colocado). Seus quatro álbuns e aparições subsequentes abrangeram os campos pop, clássico, teatro musical e televisão religiosa. Isso também se aplica a instrumentistas com formação clássica, como Vanessa Mae, Bond, Escala, David Garrett, Taylor Davis, Stjepan Hauser, Luka Šulić, 2CELLOS, Eric Stanley e Catya Maré.
Colaborações entre artistas clássicos e populares incluíram o álbum de Sting e Edin Karamazov, Songs from the Labyrinth. Uma colaboração entre Freddie Mercury e a soprano Montserrat Caballé resultou no sucesso mundial "Barcelona". A cantora de R&B Mariah Carey fez um dueto ao vivo com sua mãe Patricia, que é cantora de ópera, da canção natalina - O Come, All Ye Faithful. A meio-soprano galesa Katherine Jenkins fez um dueto com o cantor de rock Michael Bolton de O Holy Night. Cantores e instrumentistas da tradição clássica, argumenta Andreas Dorschel, podem perder a sofisticação do(s) gênero(s) em que foram treinados, quando tentam tocar rock, sem atingir as qualidades muitas vezes rudes e selvagens de esta última.

### Artistas pop em gêneros clássicos e mistos
Os cantores pop sempre procuraram atingir uma dimensão sinfônica ou operística em suas composições e apresentações. Os primeiros exemplos incluem The Moody Blues 's Days of Future Passed (1967), "Genuine Imitation Life" de Genuine Imitation Life Gazette (1969) de The Four Seasons, Deep Purple 's Concerto for Group and Orchestra (1969) e Gemini Suite Live (1970), bem como Journey to the Centre of the Earth (1974), de Rick Wakeman, The Myths and Legends of King Arthur and the Knights of the Round Table (1975), e Une Nuit A Paris, uma ópera rock em miniatura de The Original Soundtrack (1975) por 10cc. Um exemplo mais recente é S&M do Metallica (1999). Neil Diamond ganhou um Grammy por sua trilha sonora para o filme Jonathan Livingston Seagull (1973), no qual ele, auxiliado pelo compositor/maestro Lee Holdridge, escreveu e gravou canções contendo elementos clássicos, pop e religiosos.
O tenor pop italiano Andrea Bocelli, que é o cantor que mais vendeu na história da música clássica, foi descrito como o rei do crossover clássico. A soprano britânica Sarah Brightman também é considerada uma artista clássica cruzada, tendo lançado álbuns de música clássica, folk, pop e teatro musical. Brightman não gosta do rótulo de crossover clássico, embora ela tenha dito que entende a necessidade de categorizar a música. No lançamento polonês de 2008 de seu álbum Symphony, ela canta "I Will Be with You (Where the Lost Ones Go)" com o tenor polonês Andrzej Lampert, outro artista que se apresentou em estilos clássicos e não clássicos, além de ter realmente obteve treinamento musical completo e graus acadêmicos em ambos (embora o canto operístico seja seu principal foco profissional). Além disso, a meio-soprano galesa Katherine Jenkins alcançou fama internacional por meio de seus álbuns cruzados.